# Samoded
Samoded (in lingua russa Самодед) è una città situata in Russia, nell'Oblast' di Arcangelo, più precisamente nel Pleseckij rajon.